# Piper baccans
Piper baccans är en pepparväxtart som först beskrevs av Friedrich Anton Wilhelm Miquel, och fick sitt nu gällande namn av C. Dc.. Piper baccans ingår i släktet Piper och familjen pepparväxter. Utöver nominatformen finns också underarten P. b. sancarlosianum.